# Гонзалес (округ)
О́круг Гонзалес (англ. Gonzales county) — округ штата Техас Соединённых Штатов Америки. На 2000 год в нём проживало 18 628 человек. По оценке бюро переписи населения США в 2008 году население округа составляло 19 155 человек. Окружным центром является город Гонзалес.

## История
Округ Гонзалес являлся одним из муниципалитетов Республики Техас, когда она в 1836 году присоединилась к США. Своё название он получил от названия окружного центра.